# Tabasco 2000
Tabasco 2000 es una zona o distrito financiero, residencial, comercial y de negocios ubicada en Villahermosa, en el estado de Tabasco, México. 
Cuenta con 3 universidades privadas: Instituto Tecmilenio, Universidad Autónoma de Guadalajara, la Universidad Anáhuac y la Universidad IEU; de igual manera posee algunos colegios privados como el Instituto Las Cumbres, Instituto Carlos Pellicer Cámara , Colegio Americano de Tabasco, Colegio Inglés de Villahermosa, etc. Fraccionamientos y desarrollos residenciales opulentos contrastan con algunas colonias y pueblos inmersos en la zona, como Galaxias, El Espejo o las colonias junto a Ciudad Industrial. En la zona se encuentra el conocido Centro Comercial Galerías Tabasco 2000 y el Planetario Tabasco 2000. Además destacan altos edificios, opulentos residenciales, centros culturales, parques, centros comerciales, hospitales, centros de servicios y de atracción turística, entre otros.

## Historia
En las décadas de 1940 y 1950, la expansión de Villahermosa, estuvo constituida por urbanizaciones realizadas por los gobiernos estatales y por los propietarios de la tierra que prepararon y fraccionaron los terrenos que antes habían tenido uso agrícola, de pastizal o de bosque, creando así las primeras colonias. Por otro lado, la instalación de drenajes, conductos de aguas pluviales, etc; empezó a cambiar también la fisonomía de algunas calles antiguas. 
La vieja San Juan Bautista, se convirtió ahora en el "centro" de una ciudad más grande. Se empezaron a manifestar los balbuceos de un nuevo fenómeno urbano: la metropolización.
Cuando Tabasco entró de lleno a la "era del capital", es decir, se integró plenamente al desarrollo económico del país gracias a la explotación petrolera y la construcción de infraestructura carretera, hidroagrícola e hidroeléctrica en la década de 1950-1960, Villahermosa inició un importante desarrollo comercial.
Para 1970 la ciudad también se reveló como una ciudad moderna y actual, debido a un proceso de dinamismo arquitectónico que se inició en el siglo pasado, cuando el estado de Tabasco se convirtió en una de las principales regiones petroleras del país, lo que cambió la geografía urbana de Villahermosa.
El Megaproyecto "Tabasco 2000" fue planteado por el gobierno estatal para detonar el desarrollo en la región. Dentro de este proyecto destacaban varias obras, entre ellas la construcción de la ampliación de las vías: Av. 27 de febrero, Av. Paseo Usumacinta, Av. Paseo Tabasco (vía principal de la zona). La zona adoptó el nombre del proyecto, ya que este fue hecho a principios de los años setenta y el año 2000 era un símbolo de modernidad, mismo que fue utilizado para el centro comercial ancla de la zona; por lo que actualmente a la zona se le denomina popularmente "Tabasco 2000" o "Zona (de) Tabasco 2000".

## Infraestructura
La zona de Tabasco 2000 se convirtieron en espacios caracterizados por edificios que rondan los 90 metros de altura, de los cuales se tiene registro de al menos 13 donde se desarrolla una gran actividad ejecutiva, comercial y hotelera, por lo que su plusvalía tanto en materia de construcción como de arrendamiento también son de las más elevadas.
La Torre Empresarial se erige como el inmueble más alto no sólo de la capital tabasqueña sino del sureste mexicano con 89 metros y 19 pisos, mientras que la Torre Zafiro tiene 70 metros de altura y 16 pisos. En este grupo se colocan las dos torres de la Catedral del Señor de Tabasco al contar con más de 80 metros de alto, por lo que son las segundas con mayor elevación de México y una de las más significativas de Latinoamérica.
El resto de los edificios ubicados en esa categoría son:
- Torre Aqua.
- Torre Esmeralda.
- Torre Anknor.
- Torre Samarkanda.
- La Pirámide de Pemex.
- Torre Atenas.
- Torre Nova II.
- Torre Laguna Park.
- Torre Galaxias.
- Los edificios IK y Dalí.
- Torre DG.
- Torre Altia.
- Edificio Citibanamex

Además de los hoteles:
- One.
- Camino Real.
- Crown Plaza.
- Marriot
- Fiesta Inn.
- Holiday In Express.
- La venta Inn.

La mayoría de estos inmuebles se sitúa en Tabasco 2000, área que adquirió un gran atractivo para los inversionistas, razón por la que se encuentra bien cotizada entre el sector empresarial.
Edificios y amplios centros recreativos cambiaron la fisonomía de la capital estatal, siendo la zona denominada Tabasco 2000, la principal zona del progreso, el mejor ejemplo de la rejuvenecida ciudad. Aquí se encuentran el inmenso, exuberante y divertido parque Tabasco (con delfinario y teatro al aire libre) y el Planetario, uno de los principales observatorios de México. 
En Tabasco 2000 residen los Poderes municipales, el Centro Administrativo de Gobierno, edificios de oficinas, bancos, hoteles, restaurantes, plazas comerciales y zonas residenciales.

Infraestructura y edificios emblemáticos de Tabasco 2000
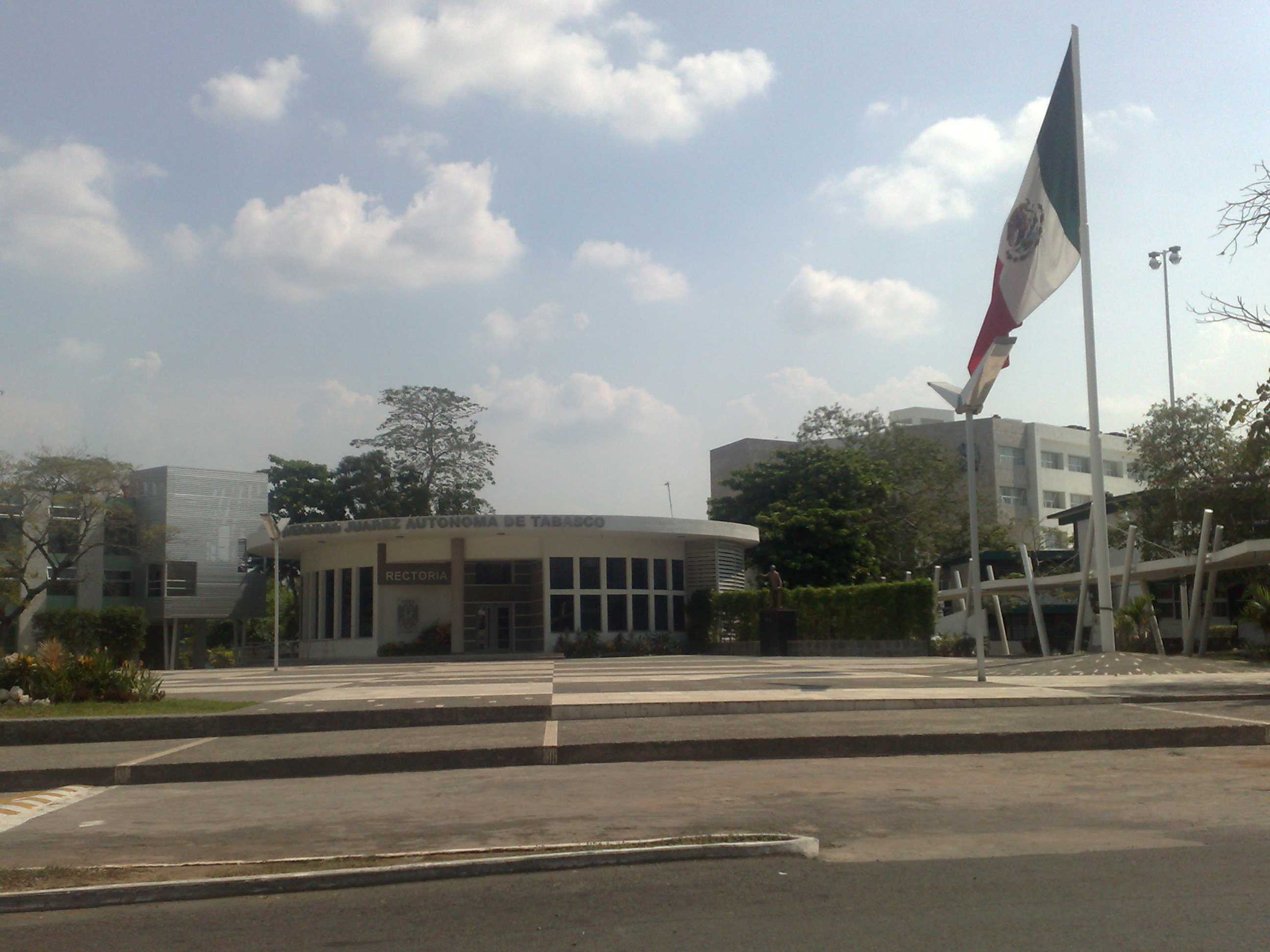
Edificio de Rectoría y plaza central de la Universidad Juárez Autónoma de Tabasco.
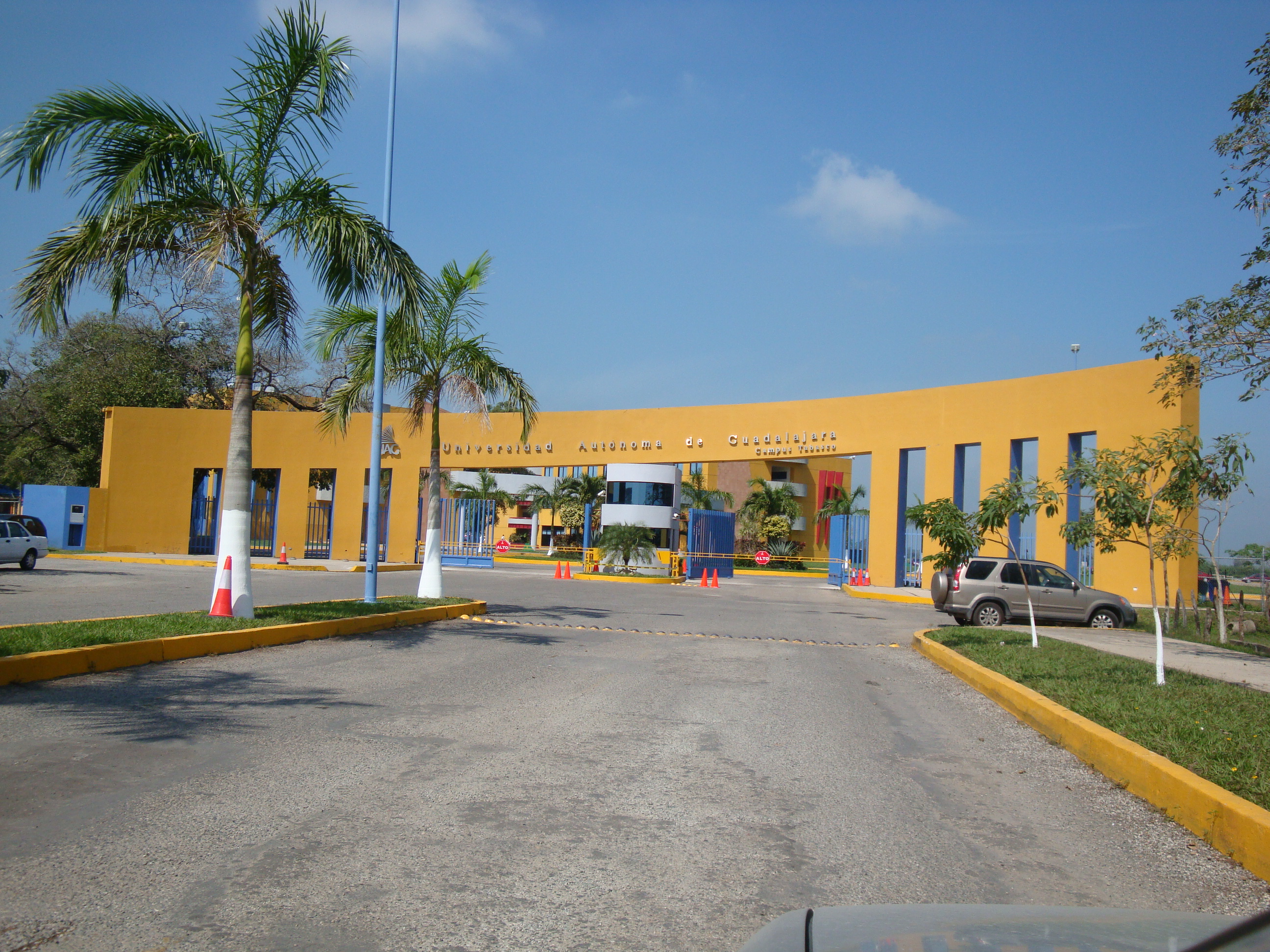
Universidad Autónoma de Guadalajara, Campus Tabasco.
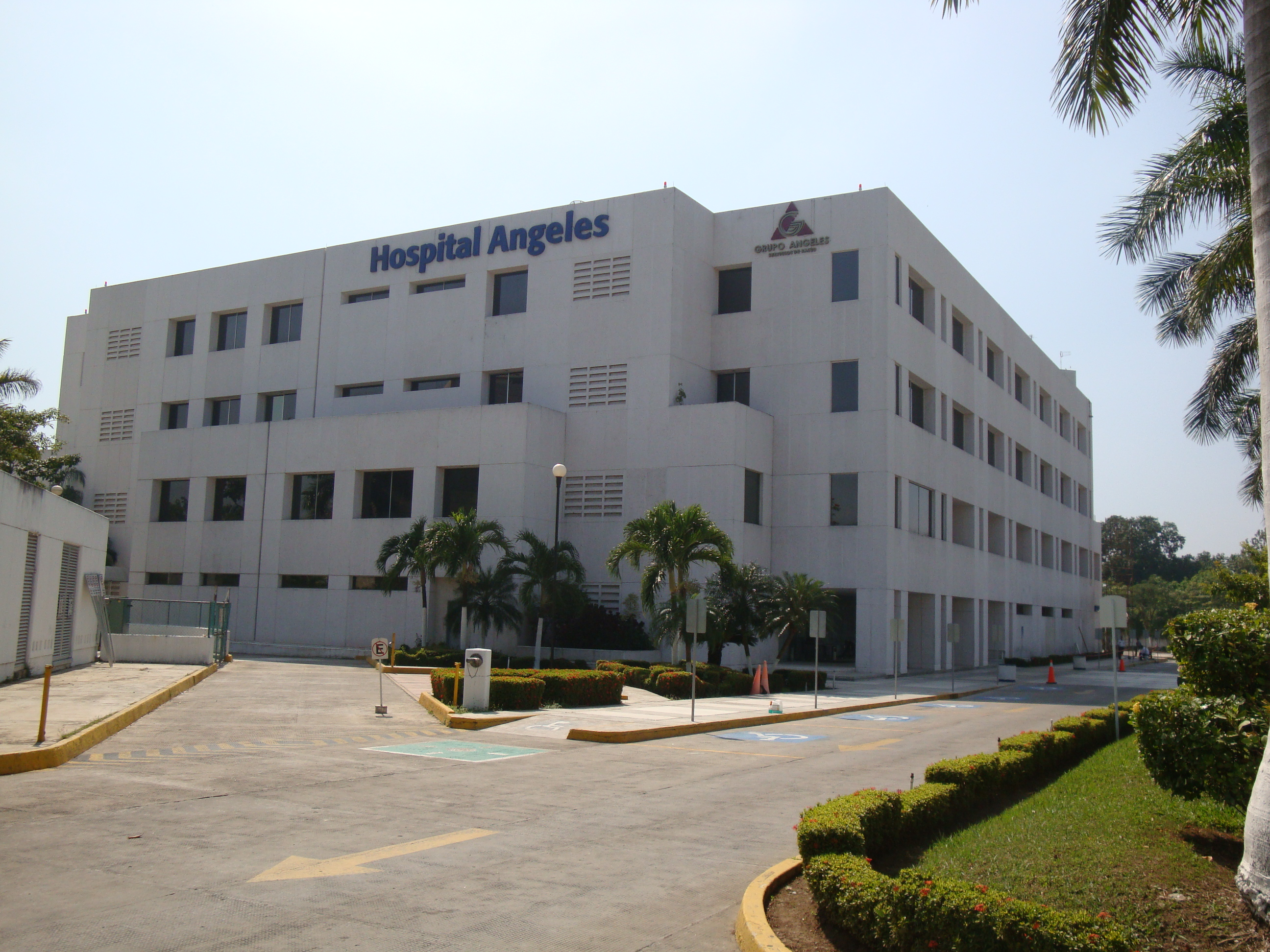
Torre de consultorios del Hospital Ángeles de Villahermosa.
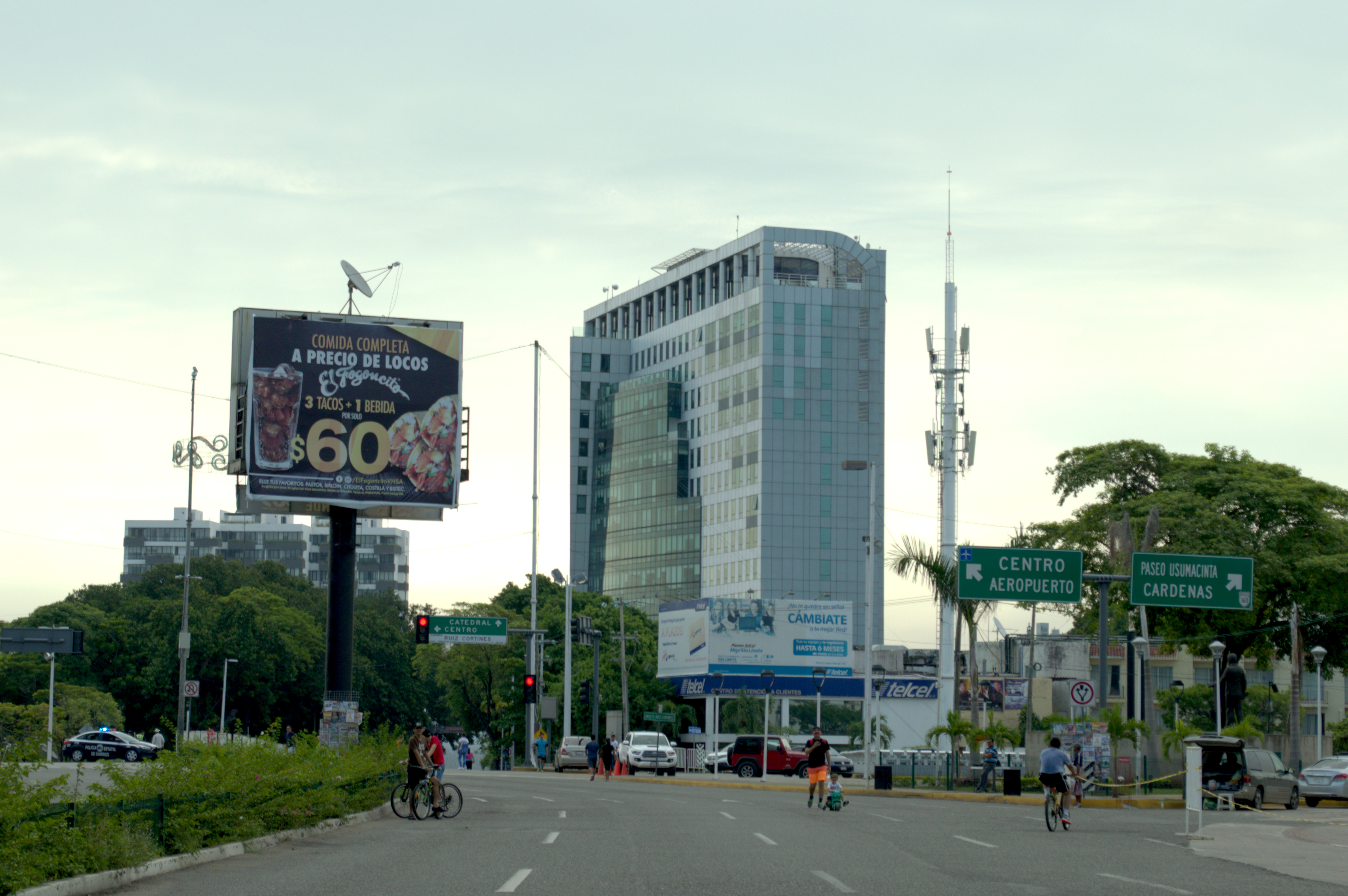
Vista de la Torre Empresarial
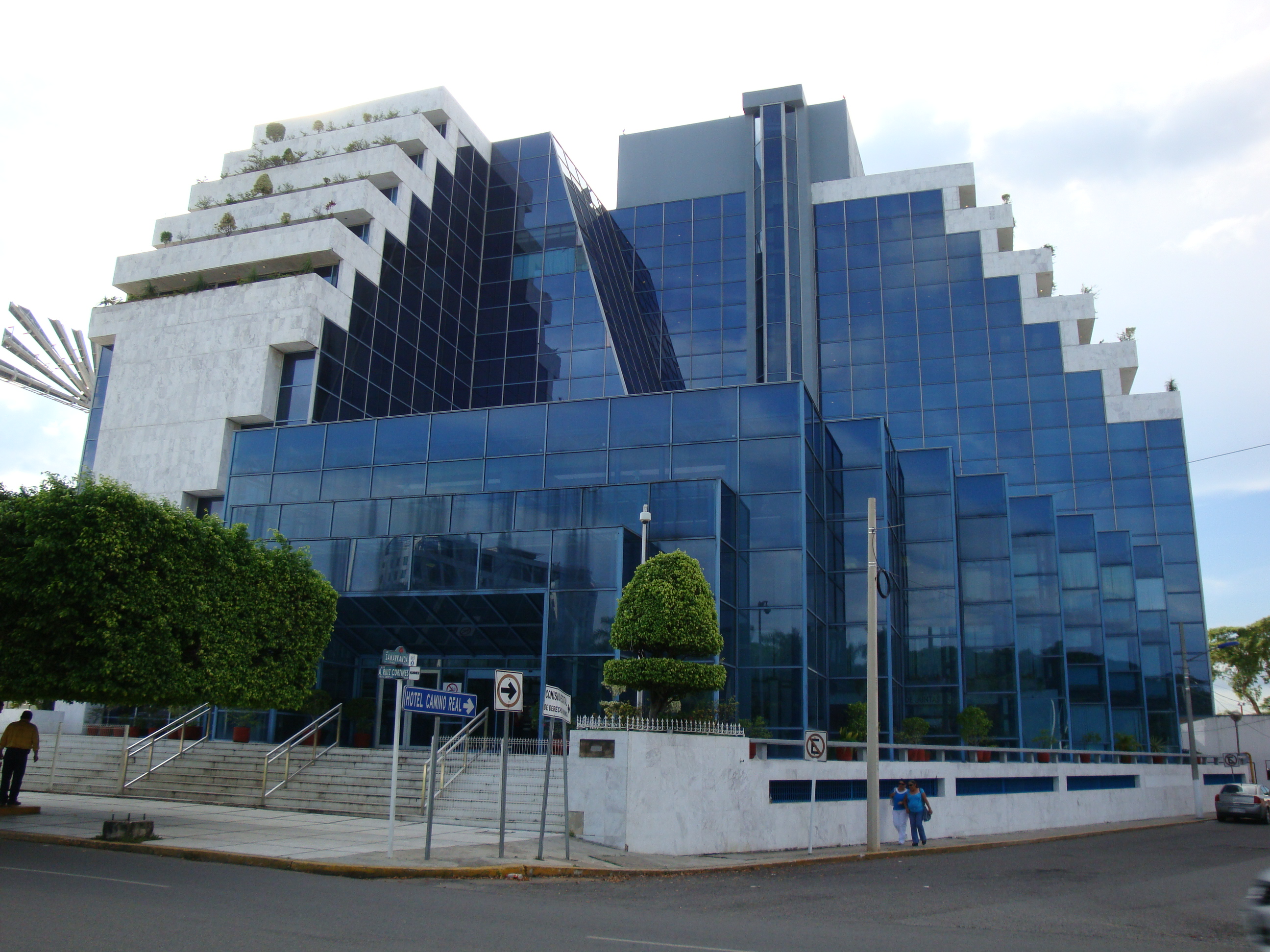
La «Pirámide» de Pemex.
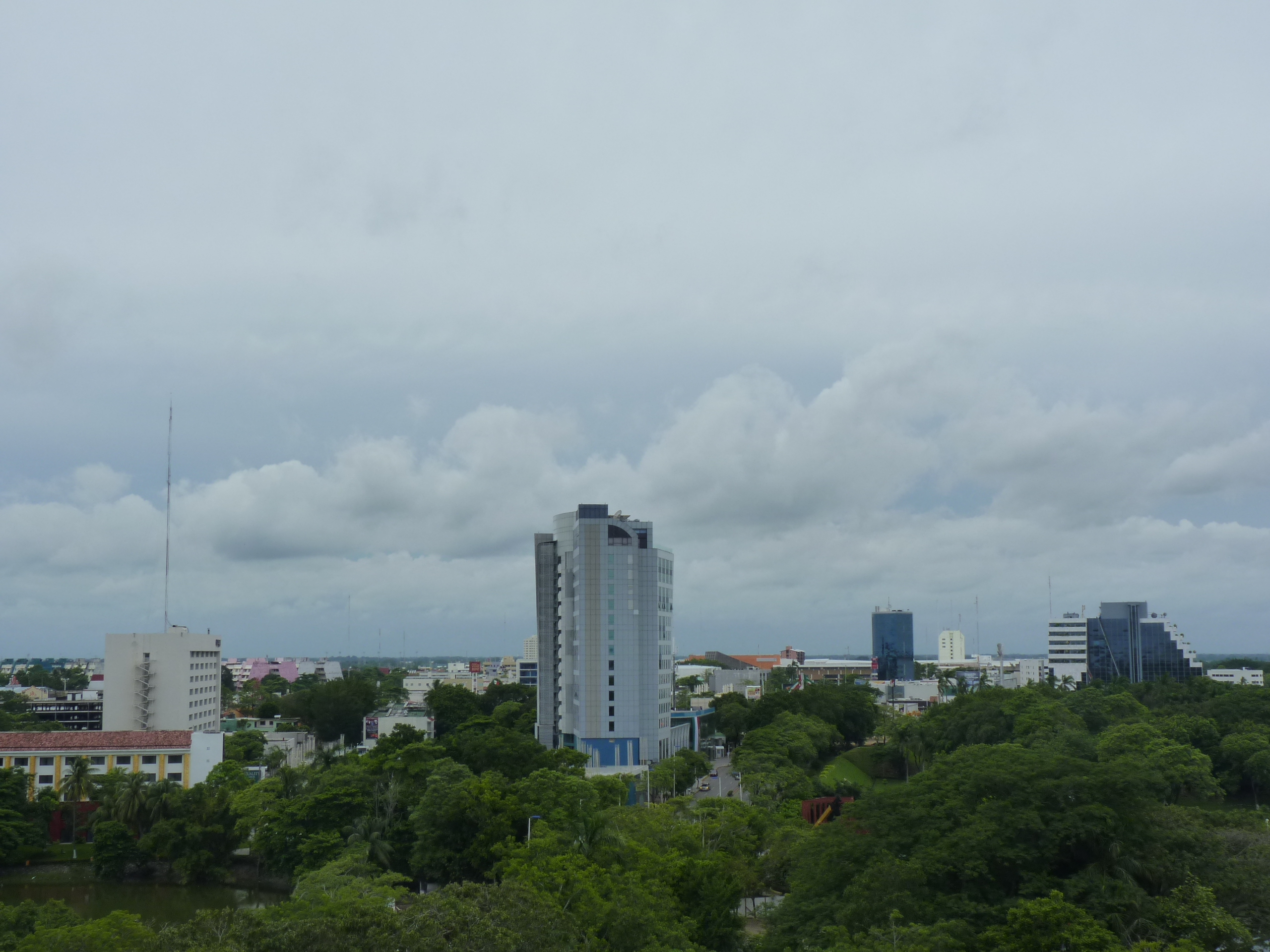
Silueta de la ciudad de Villahermosa.
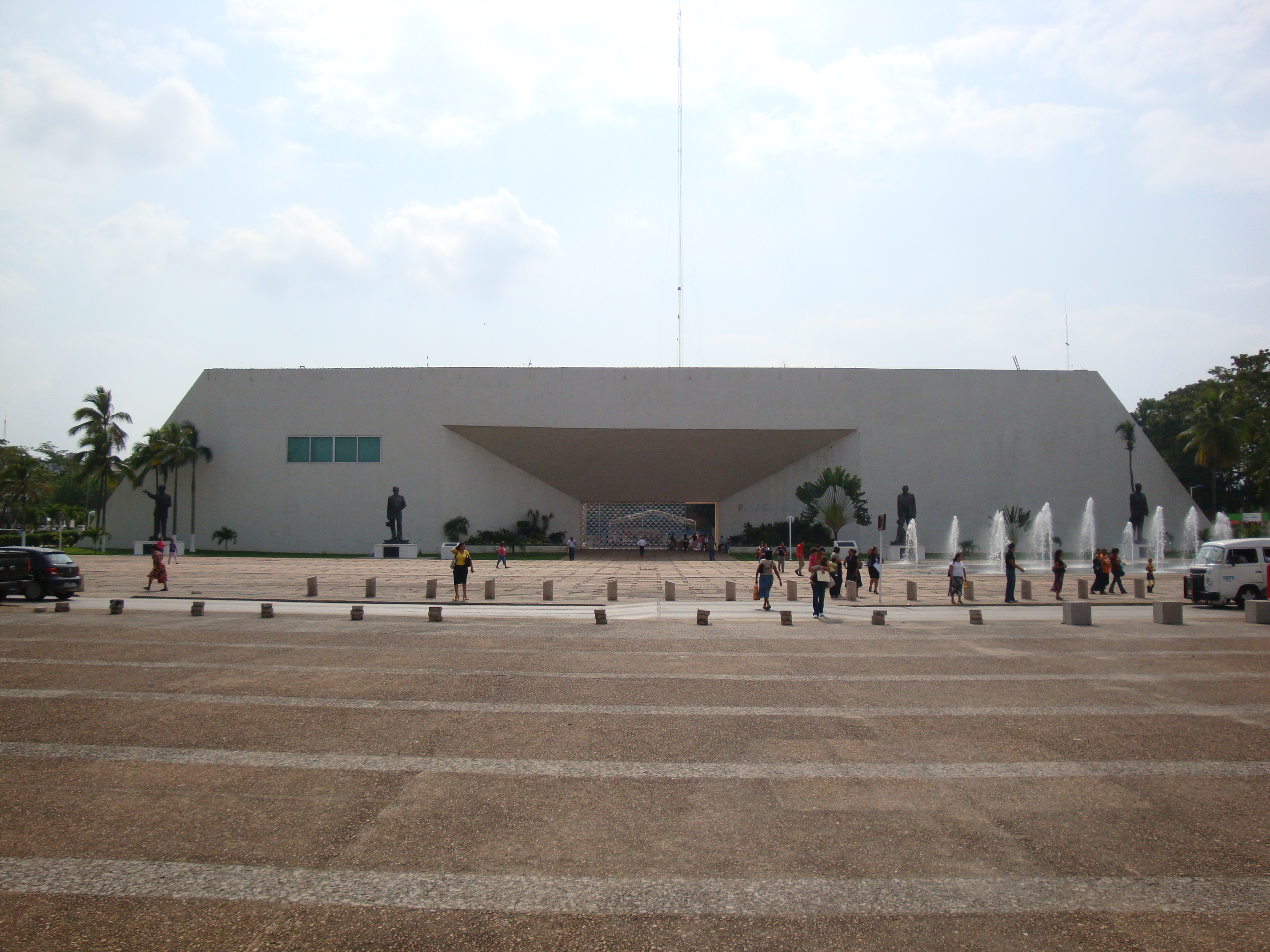
Palacio Municipal y Plaza de la Revolución.
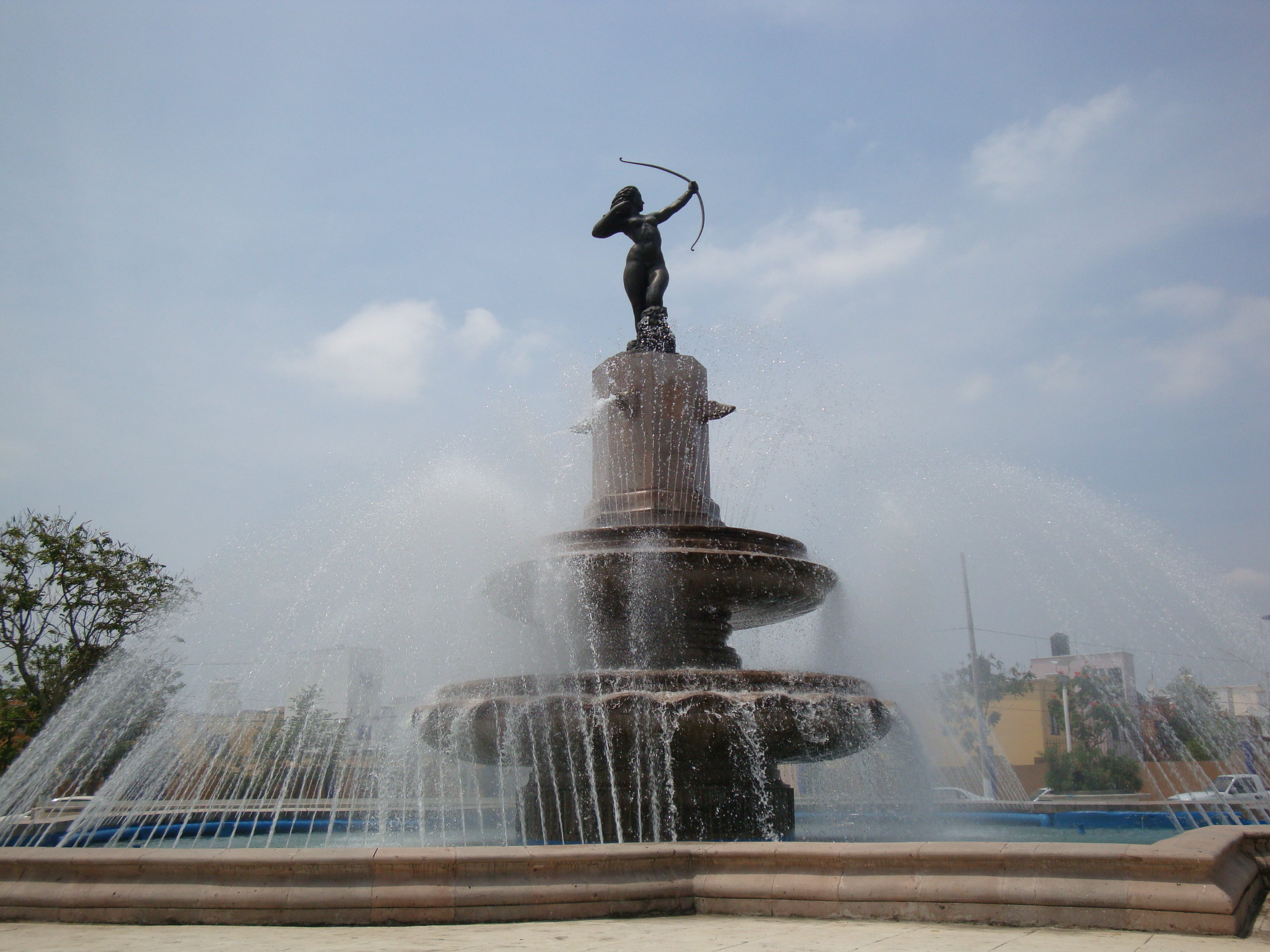
Glorieta Diana Cazadora ubicada en Paseo Usumacinta.